# فيتور ألفيس
فيتور ألفيس هو لاعب كرة قدم برتغالي في مركز الدفاع، ولد في 11 أبريل 1985 في Sabrosa ‏ في البرتغال. شارك مع منتخب البرتغال تحت 18 سنة لكرة القدم ومنتخب البرتغال تحت 19 سنة لكرة القدم ومنتخب البرتغال تحت 20 سنة لكرة القدم. أما مع النوادي، فقد لعب مع نادي أونياو دا ماديرا ونادي بيرا مار ونادي سانتا كلارا ونافال.

## وصلات خارجية
- فيتور ألفيس على موقع قاعدة بيانات كرة القدم.إي يو (الإنجليزية)
- فيتور ألفيس على موقع Soccerway.com (الإنجليزية)